# Beckley (Hampshire)
Beckley – przysiółek w Anglii, w hrabstwie Hampshire. Leży 40 km na południowy zachód od miasta Winchester i 137 km na południowy zachód od Londynu. Beckley jest wspomniana w Domesday Book (1086) jako Beceslei.